# Astrum Argentum

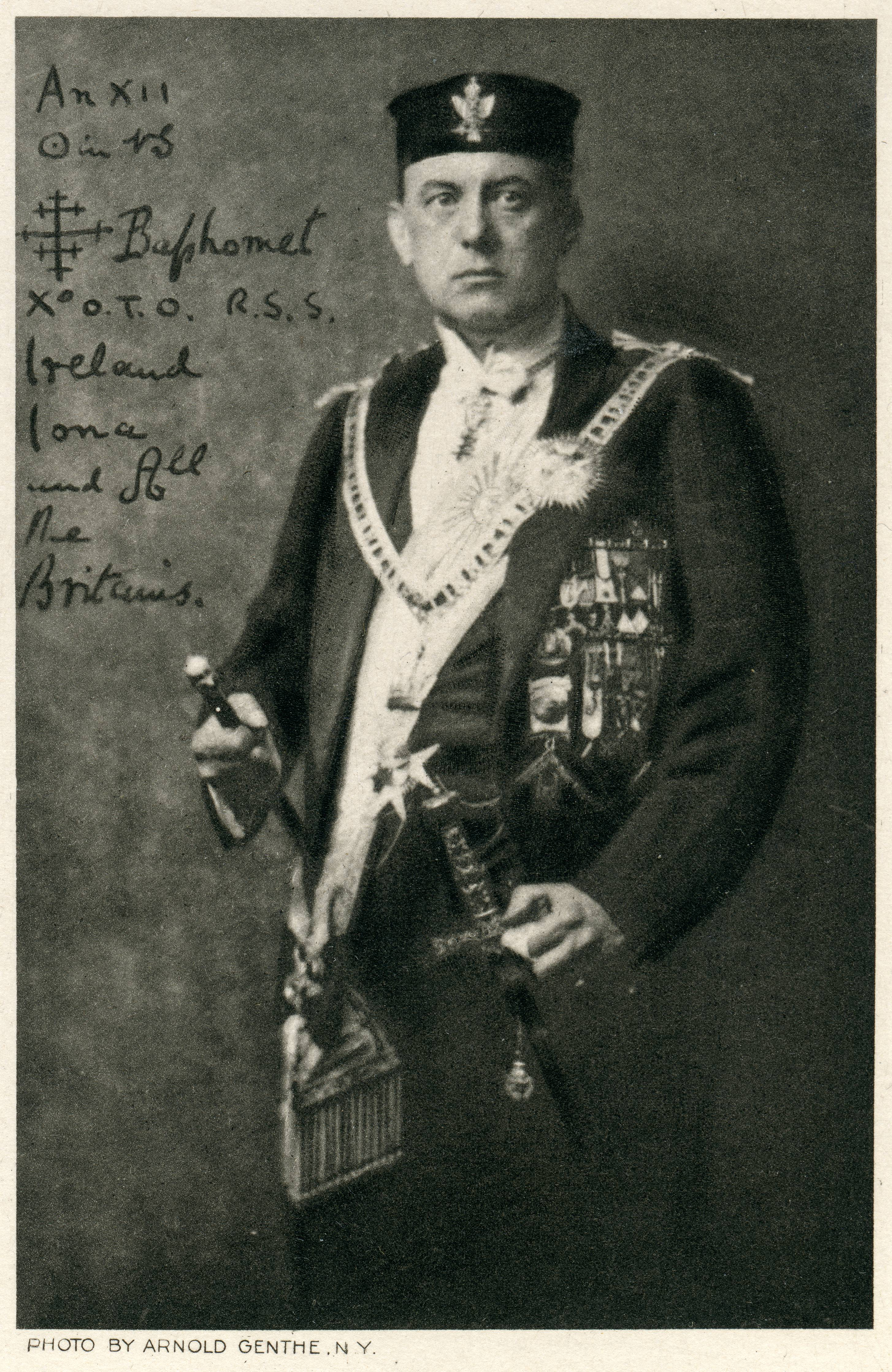
Aleister Crowley, fundador de l'ordre

L'"A∴A∴", coneguda popularment com Astrum Argentum (perquè el veritable significat de les sigles es desconeix) és una societat esotèrica fundada per Aleister Crowley (1875-1947) i George Cecil Jones en l'any 1907.
Crowley formava part de l'Orde Hermètic de l'Alba Daurada però per disputes internes va decidir abandonar-lo. En 1907, prenent les doctrines de l'Alba Daurada i agrupant a diversos dissidents de la mateixa, va fundar l'anomenada "A∴A∴".
Aquesta nova societat està ordenada internament de la mateixa manera que la l'Alba Daurada, consta d'11 graus dividits entre una etapa preparatòria i tres ordres iniciàtiques internes. La més interna d'aquestes tres ordres és la pròpiament anomenada Astrum Argentum.